# Kukasjärvi (sjö i S:t Michel, Södra Savolax)
Kukasjärvi är en sjö i kommunerna S:t Michel och Mäntyharju i landskapet Södra Savolax i Finland. Sjön ligger 81,2 meter över havet. Arean är 2,59 kvadratkilometer och strandlinjen är 27,02 kilometer lång. Sjön  ingår i Vuoksens huvudavrinningsområde.   Den ligger omkring 50 kilometer söder om S:t Michel och omkring 170 kilometer nordöst om Helsingfors. 
I sjön finns öarna Lautsalmensaari, Aarresaari, Soisaari, Myykkiösaari och Hölsänsaari. 
Kukasjärvi ligger nordöst om Vanosenjärvi. 